# San Salvador Tizatlalli
San Salvador Tizatlalli es una localidad situada en el municipio de Metepec, Estado de México. Forma parte de la zona metropolitana del Valle de Toluca.

## Localización
San Salvador Tizatlalli se localiza dentro del municipio de Metepec en el Estado de México. Se encuentra en las coordenadas: 19°15′53″N 99°34′56″O / 19.26472, -99.58222, a una altitud media de 2612 metros sobre el nivel del mar (m. s. m. n.).

## Demografía
De acuerdo con el Censo de Población y Vivienda realizado en 2020 por el Instituto Nacional de Estadística y Geografía (INEGI), en San Salvador Tizatlalli había alrededor de 70 013 habitantes, siendo 36 671 mujeres y 33 342 hombres.
San Salvador Tizatlalli es la ciudad más poblada dentro del municipio de Metepec.

### Viviendas
En el censo de 2020 en San Salvador Tizatlalli había alrededor de 22 765 viviendas particulares, de las viviendas particulares, 20 806 estaban habitadas, de las viviendas particulares habitadas, 20 754 disponían de energía eléctrica, 20 740 disponían de excusado o sanitario, y 20 742 disponían de drenaje.